# Strachilovo
Strachilovo (bulgariska: Страхилово) är ett distrikt i Bulgarien.   Det ligger i kommunen Obsjtina Polski Trămbesj och regionen Veliko Tărnovo, i den centrala delen av landet, 200 km öster om huvudstaden Sofia.